# Elsilimomab
Il Elsilimomab o B-E8 è un anticorpo monoclonale di tipo murrino, che viene utilizzato come farmaco immunosoppressivo sperimentale per il linfoma ed il mieloma.
Il farmaco agisce sull'Interleuchina-6.

### Elsilimomab
- (EN) The Lancet, Little, Brown, July 2009.